# Rémy Joseph Isidore Exelmans
Pour les articles homonymes, voir Exelmans.
Rémy Joseph Isidore, comte Exelmans, né le 13 novembre 1775 à Bar-le-Duc et mort le 22 juillet 1852 à Sèvres, est un maréchal de France.

## Biographie

### Soldat de la Révolution
Originaire de Bar-le-Duc, comme le maréchal Oudinot et le général Ficatier, Exelmans est fils d'un négociant. Il fait de brillantes études qu'il interrompt pour s'enrôler le 6 septembre 1791 dans le 3e bataillon des volontaires de la Meuse que commande Ficatier, secondé par Oudinot. Exelmans n'a alors que 16 ans. Aux armées de la Moselle et de Sambre-et-Meuse, il fait les campagnes de 1792 à 1796 : il combat à Valmy puis à Fleurus. Déjà sergent-major, il fut nommé sous-lieutenant en l'an V (22 octobre 1796).
En 1797, il passe à l'armée d'Italie avec la division Bernadotte. Remarqué par ses capacités, il est fait lieutenant en l'an VI (19 juin 1798) et servit successivement à la suite des 34e et 43e demi-brigades. Nommé aide de camp du général Éblé, le 1er brumaire an VII (22 octobre 1798), il l'accompagne en Italie puis au royaume de Naples. Aide de camp du général Broussier (3 thermidor an VII), Exelmans se distingue lors de la conquête de la Pouille, au passage de l'Adda, à Castelnuovo, à Gera, et le 24 germinal an VII (13 avril 1799) il est nommé capitaine provisoire à la suite du 16e dragons par le général en chef Macdonald ; il entre ainsi dans la cavalerie pour ne plus la quitter.
Durant la seconde campagne d'Italie, Exelmans s'illustre dans une affaire près de Crémone, où il fait à lui seul dix prisonniers du régiment des chasseurs de Bussy et tue le lieutenant-colonel de Curtius au milieu du régiment. Le Lorrain eut une part considérable à la prise de Naples.

### Cavalier de l'Empire

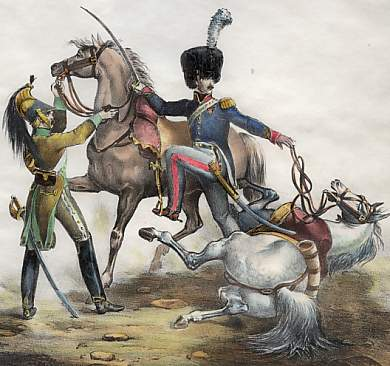
Exelmans à la bataille de Wertingen.

Muté au 15e de chasseurs, il est pris comme aide de camp par Murat, dont il devient bientôt l'ami. À 28 ans, il est nommé chef d'escadron (10 vendémiaire an XII : octobre 1803). Il s'illustre à la bataille de Wertingen (8 octobre 1805) sous les ordres de Murat tandis qu'à la même bataille, Oudinot s'illustre sous les ordres de Lannes. Ayant dû coordonner l'action de plusieurs divisions de cavalerie en attendant l'arrivée du maréchal, il fit preuve d'une remarquable bravoure et eut trois chevaux tués sous lui. Chargé par Murat d'aller à Donauworth porter à Napoléon Ier les drapeaux pris à l'ennemi, l'Empereur lui fit l'accueil le plus flatteur et lui dit : « Je sais qu'on n'est pas plus brave que toi : je te fais officier de la Légion d'honneur ». C'est la première fois que Napoléon tutoie Exelmans ; dès lors il le tutoiera toujours.
Nommé colonel deux jours avant la bataille d'Elchingen, Exelmans a un cheval tué sous lui à Amstetten, puis à Austerlitz. Le 27 décembre 1805 il est confirmé dans son grade de colonel et prend le commandement du 1er chasseurs. Appartenant au 3e corps du maréchal Davout, sous les ordres du général Marulaz, ce régiment se couvre de gloire aux batailles d'Auerstaedt et d'Eylau (campagne de Pologne (1807)). Nommé général de brigade le 14 mai 1807, Exelmans reprend son poste d'aide de camp de Murat (décret du 16 mai) et se distingue encore à Heilsberg. Il accompagne Murat à Kœnigsberg et Tilsitt, puis, après la paix, suit le maréchal à Dresde et Paris : il y épouse Amélie Marie Josèphe de La Croix de Ravignan (31 janvier 1808).
En 1808, il est envoyé avec son corps d'armée en Espagne, alors en paix. En mission auprès du maréchal Moncey, il est capturé par une bande d'« insurgés » de la guérilla espagnole. De là il est transféré à Majorque puis en Angleterre. Interné à Chesterfield, Exelmans parvient en 1811 à s'échapper avec le colonel Lagrange en se jetant dans une barque avec laquelle il traversa la Manche (1811). Il retourne auprès de Murat, roi de Naples depuis 1808, et est nommé grand écuyer, sa femme est déjà dame du palais de la reine Caroline. Lorsque Murat se brouille avec Napoléon, Exelmans regagne la France et est nommé, le 24 décembre 1811, major des chasseurs à cheval de la Garde impériale.
Parti pour la campagne de Russie avec la Grande Armée, il est nommé major des grenadiers à cheval de la Garde impériale le 27 juillet 1812. Au lendemain de la bataille de la Moskowa, le 8 septembre 1812, il est nommé général de division, et prend le commandement de la division de cavalerie légère (2e corps), à la tête de laquelle Murat fait son entrée dans Moscou le 14 septembre. Blessé à Vilna, Exelmans ne peut tenir à cheval et fait une partie de la retraite à pied. Il obtient un congé de convalescence qu'il va passer à Paris. En 1813, il rejoint l'armée à Dresde : il prend part à la bataille de Bautzen et s'illustre encore à Leipzig et Hanau. Sa brillante conduite dans la campagne de Saxe (1813) lui valut le cordon de grand officier de la Légion d'honneur.
Par la suite, il va en Hollande avec le maréchal Macdonald, suit la retraite du Duc de Tarente en Champagne, concourt à la défense de Châlons et de Vitry, qu'il est contraint d'évacuer dans les premiers jours de février 1814, combat courageusement, à Montereau, au combat de Berry-au-Bac, à Craonne, contribue à la prise de Reims, et montre les plus brillantes qualités à Néry (Oise), à Plancy (Aube), à Arcis-sur-Aube.

### Héros des Cent-Jours
Après l'abdication de l'Empereur, Exelmans, maintenu dans son grade et confirmé dans son titre de comte, est nommé inspecteur général et fait chevalier de Saint-Louis. On surprit alors de lui une lettre de félicitations, assez compromettante, qu'il a adressée à Murat, qui règne encore à Naples (la plupart des souverains européens ayant reconnu la légitimité de son titre) et à qui Exelmans est resté fidèle.
Il est inquiété par Soult qui remplace Dupont de l'Étang au ministère de la Guerre. Ce dernier fait mettre Exelmans au traitement de demi-activité et veut le contraindre à résider à Bar-sur-Ornain. Refusant d'obtempérer aux gendarmes, le général s'enfuit le 21 décembre 1814 et se réfugie à Lille où il se constitue prisonnier à la Citadelle le 14 janvier 1815. Accusé d'avoir entretenu des correspondances avec l'ennemi (Murat n'était pas encore reconnu par les puissances), d'espionnage, d'offense envers la personne du roi, etc., il comparaît devant un conseil de guerre présidé par le général Drouet, comte d'Erlon et est acquitté le 23 janvier 1815. Il revient à Paris et remercie le roi de lui avoir donné des juges. Soult ne lui pardonnera jamais cette victoire et le fera payer à Exelmans sous la monarchie de Juillet. Il est mis en disponibilité.
Le 19 mars, à la nouvelle du retour de Napoléon de l'Île d'Elbe, Exelmans se rendit à Saint-Denis auprès des officiers en demi-solde qu'on y avait assemblés pour former le noyau du corps d'armée du duc de Berry, les rallia à la cause de l'Empereur et s'empara de l'artillerie et des caissons, qu'il ramena dans Paris à la tête d'un détachement de cuirassiers. Après avoir accueilli Napoléon aux Tuileries le 20 mars 1815, il est chargé de poursuivre avec quelques escadrons les princes français qui gagnaient la frontière du Nord par Beauvais : Exelmans se contenta d'ailleurs de hâter leur marche, en menaçant leur arrière-garde. Le Barisien, qui était déjà baron puis comte de l'Empire, est nommé pair des Cent-Jours le 2 juin 1815 et commandant du 2e corps de cavalerie de l'armée de Belgique le 5 juin (placé sous le commandement supérieur du maréchal Grouchy).
Quelques jours avant la bataille de Waterloo, il surprit une division prussienne qui déjà marchait sur la capitale, et la détruisit entièrement. Il participa donc à la bataille de Ligny (16 juin), où il joue l'un des principaux rôles sous les ordres de Grouchy : il est chargé de participer à la poursuite de Blücher ; mais pas à celle de Waterloo. Lorsque le 18 juin, on entendit le canon du côté de la forêt de Soignes, Grouchy refuse d'obtempérer aux avis de Gérard et d'Exelmans qui le pressent de joindre l'Empereur. Exelmans aurait même envisagé de brûler la cervelle de Grouchy si Gérard avait accepté de prendre le commandement. Après la défaite de Waterloo, le corps de Grouchy parvient à regagner la France et le 1er juillet 1815, Exelmans remporte à Rocquencourt la dernière victoire française des guerres napoléoniennes : après même l'abdication de Napoléon, mais avant que l'armistice ne soit signée, avec environ 1 000 cavaliers il défait une brigade de 1 500 hussards prussiens.
La capitulation de Paris l'obligea à se retirer sur la Loire ; il se rendit à Clermont jusqu'au licenciement.

### Proscrit sous la Restauration
Compris dans la 2e catégorie  de l'ordonnance du 24 juillet 1815, il est proscrit et se réfugie à Bruxelles, où il est rejoint par la comtesse, à Liège puis à Nassau. Amnistié le 1er janvier 1819, il rentre en France le 24 du même mois et est rétabli dans le cadre de l'état-major général, le 1er septembre. Il est nommé inspecteur général de cavalerie le 7 mai 1828 et le 8 août 1830.

### Pair de France sous la monarchie de Juillet
II prit part en 1830 aux journées de juillet, et seconda le général Pajol dans la marche des insurgés parisiens sur Rambouillet où s'est retiré Charles X. Toutefois la rancune du maréchal Soult lui ferme tout accès aux commandements actifs. Le 19 novembre 1831, il fut créé pair de France dans la fournée de trente-six pairs viagers destinée à permettre l'adoption à la Chambre haute du projet de loi abolissant l'hérédité de la pairie.

À la chambre des pairs il n'hésite pas à manifester ses sentiments de gratitude envers Napoléon Ier. Dans la séance du 27 février 1834, il combat les conclusions d'une commission au sujet d'une pétition demandant l'abrogation de la loi du 10 avril 1832 qui interdit le séjour en France des membres de la famille Bonaparte : 

« Je remarque dans cette enceinte, dit-il, bien des personnages qui ont, soit dans la guerre, soit dans l'administration, puissamment contribué à la gloire et à la prospérité de l'Empire. Il en est plusieurs, si je ne me trompe, qui ont eu plus ou moins à se louer de la munificence de l'Empereur... Par respect pour la mémoire du grand homme, je vote pour le rappel de son illustre famille. »

Le 16 décembre de la même année, il s'exclame lors d'une autre séance : 

« Oui, la condamnation du maréchal Ney a été un assassinat juridique, je le dis, moi ! »

### Maréchal de France

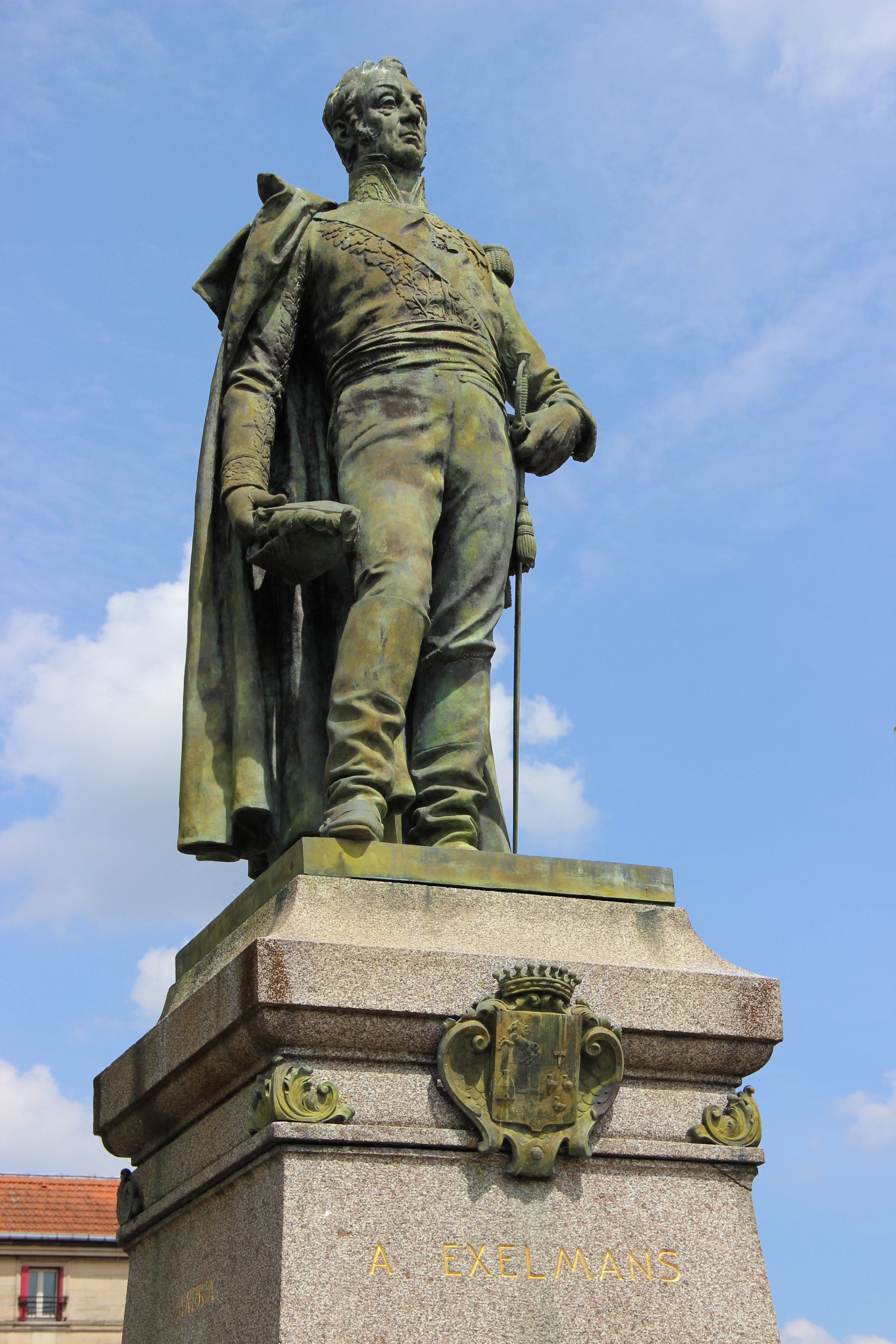
Statue du maréchal Rémy-Isidore Exelmans.

Sa fidélité à Napoléon et aux Bonaparte fut immédiatement récompensée par le prince-président Louis-Napoléon dès qu'il fut au pouvoir, et ce, bien que le général ait refusé d'entrer en relation avec le prince lors de l'épisode de Strasbourg de 1836. En août 1849, on nomme le vieux général Grand-croix et Grand chancelier de la Légion d'honneur en remplacement du maréchal Molitor, et, en 1851, maréchal de France, dignité qui faisait de lui un sénateur inamovible.
Exelmans devient un familier du palais de l'Élysée et un conseiller écouté du prince-président. Le maréchal ne jouira pas longtemps des faveurs dont il est l'objet. Le soir du 21 juillet 1852 en se rendant en visite chez la princesse Mathilde, il chute de cheval au pont de Sèvres et se fracasse le crâne sur le trottoir. Il expire le 22 juillet dans les bras de son fils. Cinq jours plus tard, un service funèbre est célébré en l'église des Invalides et en présence du Prince-Président.

### Vie familiale
Le général Exelmans est le fils unique de Guillaume Isidore Exelmans (19 février 1744, Bar-le-Duc † avant 1809), négociant à Bar-le-Duc, marié le 6 février 1771 (Bar-le-Duc) avec Françoise Belhomme (13 mai 1743, Bar-le-Duc † 30 janvier 1819, Longeville-en-Barrois).

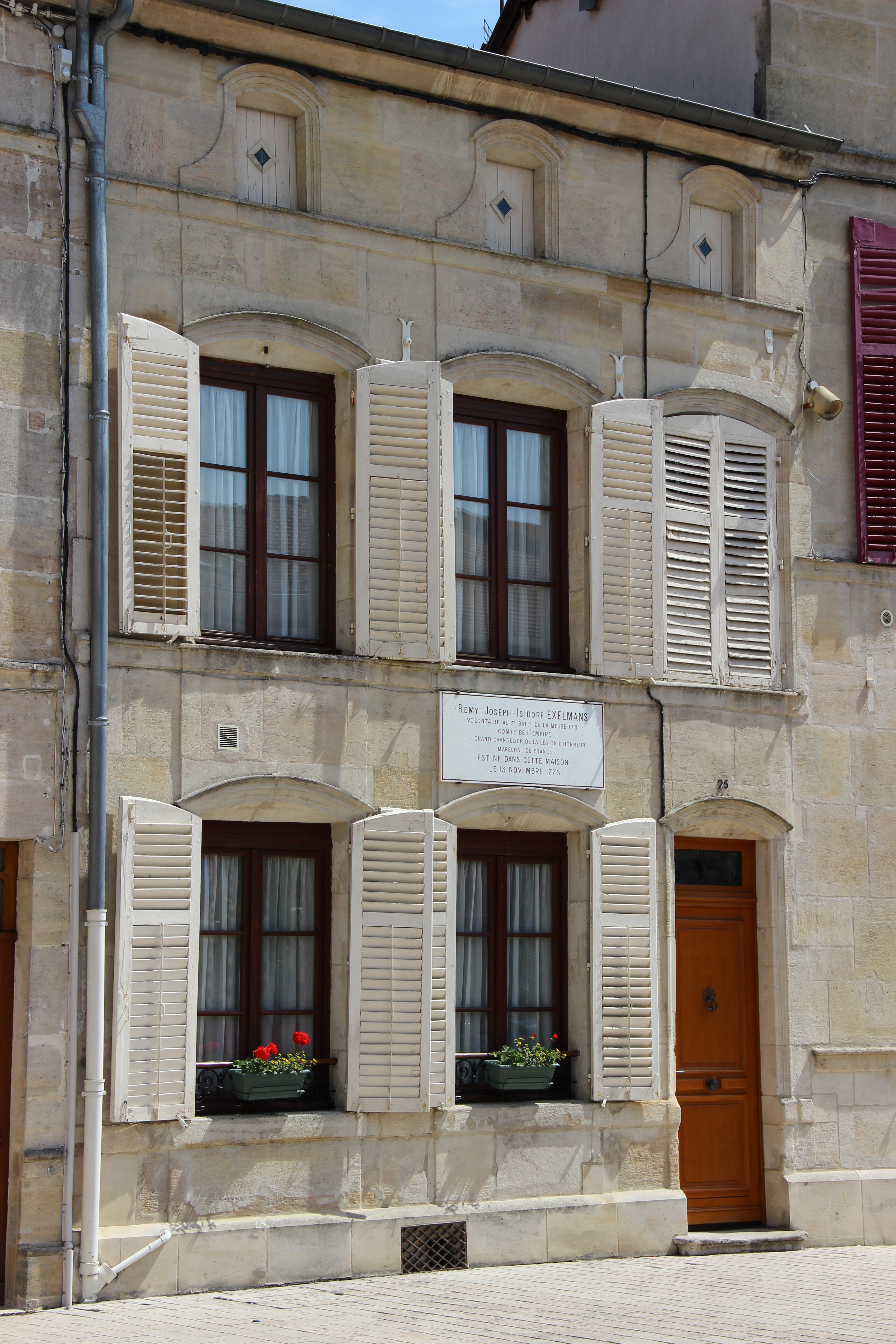
Maison natale du Maréchal Exelmans à Bar-le-Duc.

Il épouse le 31 janvier 1808 (Paris) Amélie Marie Josèphe de La Croix (9 mai 1788, Bayonne † 6 janvier 1862, Bayonne), fille de Bernard de La Croix (1736 † 1810), seigneur de Ravignan, Capitaine au régiment de Guyenne, maire de Bayonne ; et sœur de Gustave-Xavier de La Croix de Ravignan (1795 † 1858), jésuite. De leur union naquirent :
1. Charles Joachim (25 mai 1812, Paris † 20 avril 1845, Louviers, d'une mort violente), vicomte Exelmans, officier de hussards, receveur des finances, marié le 14 mai 1839 (Paris) avec Nathalie Rose Campion (1814 † 1894), dont :
  1. Edmond (15 mars 1840, Paris † 16 avril 1907, Paris 16e), 2e comte Exelmans, Sous-lieutenant de cavalerie ;
2. Raoul, mort jeune ;
3. Amélie Catherine Angélique (1815, Paris † 1er décembre 1848, Bayonne), mariée le 6 septembre 1834 (Paris) avec Adelbert Le Barbier, 3e baron de Tinan (2 mai 1803, Paris † 18 décembre 1876, Paris VIe), vice-amiral d'escadre, grand-croix de la Légion d'honneur, médaillé militaire, grand-croix des ordres du Saint-Sauveur de Naples et du Medjidié, officier de l'ordre de Charles III d'Espagne ;
4. Joseph Maurice Exelmans (19 avril 1816, Ixelles, Belgique † 25 juillet 1875, Rochefort), vicomte Exelmans, officier d'ordonnance du Prince-Président (1851), contre-amiral (1864), vice-amiral (1874), préfet maritime de Rochefort ; marié le 20 avril 1844 avec Henriette Bertrand de Beaumont (1822 † 1849), puis le 8 septembre 1851 (Lyon) avec Marie Vincent de Saint-Bonnet (1831 † 1908). Postérité :
  1. Marie Lucie (1845 † 1846), née du premier mariage ;
  2. Louis Napoléon (10 août 1852, Lyon † 14 décembre 1863, Toulon) ;
  3. Charles Marie Jacques Octave[2] (20 juillet 1854, Lyon † 25 août 1936, Tendu), 3e comte Exelmans, général de brigade (20 décembre 1910), saint-cyrien (promotion du Shah, 1872-1874), chevalier (29 décembre 1896), puis officier (30 décembre 1911), puis commandeur de la Légion d'honneur[3] (16 juin 1920), médaille commémorative de la guerre 1870-1871, médaille coloniale avec agrafe « Sahara », Officier de l'ordre de la Couronne d'Italie. Postérité ;
  4. Amélie (19 septembre 1856, Saint-Bonnet-les-Oules † 13 mai 1953, Montbrison); mariée le 1er mai 1879 à Saint-Bonnet-les-Oules avec Gaston Serres de Gauzy (24 octobre 1851 à Castelnaudary, † 22 février 1922, Fendeille). Postérité : Serres de Gauzy, Belbèze, Gleizes ;
  5. Amédée (1859 † 1910) ;
  6. Louis Rémy Amédée Antoine Exelmans[4] (19 janvier 1865, Montpellier † 2 novembre 1944, Bohars), baron Exelmans, capitaine de vaisseau (14 février 1913), contre-amiral (16 mai 1917), vice-amiral (16 août 1923), préfet maritime de Bizerte (1922), chevalier (29 décembre 1896), puis officier (11 juillet 1914), puis commandeur de la Légion d'honneur (14 juillet 1919), croix de guerre 1914-1918 (1 palme et 1 étoile d'or), médaille commémorative du Tonkin, médaille commémorative de l'expédition de Chine 1900-1901, grand officier de l'ordre du Ouissam Alaouite Chérifien (Maroc), commandeur de l'ordre royal de Victoria, compagnon de l'ordre de Saint-Michel et Saint-George. Postérité ;
5. Henriette (11 mars 1818, Offenbach, grand-duché de Hesse † 1829) ;
6. Pauline Louise (1822 † 1879), mariée en 1847 avec Athanase Étienne Norbert de Sillègue (1809 † 1889), colonel de cavalerie ;
7. un fils († 17 juin 1823) ;
8. Jules Alfred († 2 février 1823) ;
9. Gabriel (14 décembre 1823, Paris † 15 octobre 1845, La Voulte) ;
10. Marie-Félicie (10 août 1827, Paris † 17 avril 1855, Bayonne), mariée le 7 janvier 1847 (Saint-Laurent-de-Gosse), avec Amédée de Laborde-Noguez (26 avril 1823, Bayonne † 23 février 1910, Ustaritz), avocat, conseiller général et député des Basses-Pyrénées, maire d'Ustaritz (1878-1879, 1884-1888).

## État de service
- Engagé dans le 3e bataillon des volontaires de la Meuse, affecté à la compagnie de canonniers (6 septembre 1791 - 22 octobre 1798) ;
- Sergent le 11 janvier 1792 ;
- Sous-lieutenant le 22 octobre 1796 ;
- Lieutenant le 19 juin 1798 ;
- Aide de camp du général Éblé (22 octobre 1798 - 12 avril 1799) ;
- Capitaine, à titre provisoire, à la suite du 16e régiment de dragons le 13 avril 1799, confirmé le 8 juillet 1800 ;
- Aide de camp du général Broussier (21 juillet 1799 - 20 mai 1801) ;
- Chef d'escadron le 3 octobre 1803 ;
- Muté au 15e régiment de chasseurs à cheval ;
- Aide de camp du maréchal Murat (21 mai 1801 - 26 décembre 1805) ;
- Colonel le 27 décembre 1805 ;
- Commandant du 1er régiment de chasseurs à cheval (27 décembre 1805 - 14 mai 1807) ;
- Général de brigade le 14 mai 1807 ;
- Aide de camp du maréchal Murat (décret du 16 mai 1807 - 9 juillet 1812) ;
- Général de division le 8 septembre 1812 ;
- En captivité (en Espagne, puis en Angleterre), et s'évade (16 août 1808 - avril 1811) ;
- Major des chasseurs à cheval de la Garde impériale (24 décembre 1811 - 27 juillet 1812) ;
- Major des grenadiers à cheval de la Garde impériale (27 juillet 1812 - 9 septembre 1812) ;
- Commandant de la 2e division de cavalerie légère du 2e corps (9 septembre 1812 - 15 février 1813) ;
- Commandant de la 4e division de cavalerie légère du 2e corps (15 février 1813 - 4 décembre 1813) ;
- Commandant de la division provisoire du 2e corps de cavalerie (4 décembre 1813 - 12 mars 1814) ;
- Commandant de la 3e division de la Garde impériale (12 mars 1814 - 15 mars 1814) ;
- Commandant de la 2e division de cavalerie de la Garde impériale (15 mars 1814 - 12 juin 1814) ;
- Inspecteur général de la cavalerie de la 1re division militaire (12 juin 1814 - 10 décembre 1814) ;
- Mis en non-activité (10 décembre 1814 - 31 mars 1815) ;
- Commandant de la 1re division de cavalerie du 2e corps de l'armée du Nord (31 mars 1815 - 5 juin 1815) ;
- Commandant de la 2e division de cavalerie du 2e corps de cavalerie de réserve de l'armée du Nord (5 juin 1815 - 22 juin 1815) ;
- Proscrit le 24 juillet 1815 ;
- S'exile en Belgique puis à Nassau (décembre 1815) ;
- Mis en non-activité (1er janvier 1819 - 1er septembre 1819) ;
- Rentre en France le 15 janvier 1819 ;
- Mis en disponibilité (1er septembre 1819 - 1er janvier 1825) ;
- Admis en retraite (1er janvier 1825 - 7 mai 1828) ;
- Inspecteur général de la cavalerie dans les 9e, 10e, 12e et 21e divisions militaires (7 mai 1828 - 8 août 1830) ;
- Inspecteur général extraordinaire (8 août 1830 - 1er novembre 1830) ;
- Mis en disponibilité (1er novembre 1830 - 15 août 1849) ;
- Maintenu définitivement dans le cadre d'activité de l'état-major général le 3 novembre 1840 ;
- Maréchal de France le 10 mars 1851.

## Décorations
- Légion d'honneur :
  - Légionnaire le 14 juin 1804, puis,
  - Officier le 19 octobre 1805, puis,
  - Grand officier le 7 novembre 1813, puis,
  - Grand croix de la Légion d'honneur le 21 août 1830, puis,
  - Grand chancelier de la Légion d'honneur (15 août 1849 - 22 juillet 1852) ;
- Ordre royal et militaire de Saint-Louis :
  - Chevalier de l'ordre royal et militaire de Saint-Louis le 19 juillet 1814 ;
- Grand dignitaire de l'ordre royal des Deux-Siciles.

## Titres
- 1er baron Exelmans et de l'Empire le 17 mars 1808, puis,
- 1er comte Exelmans et de l'Empire le 28 septembre 1813.

## Hommages, honneurs et mention

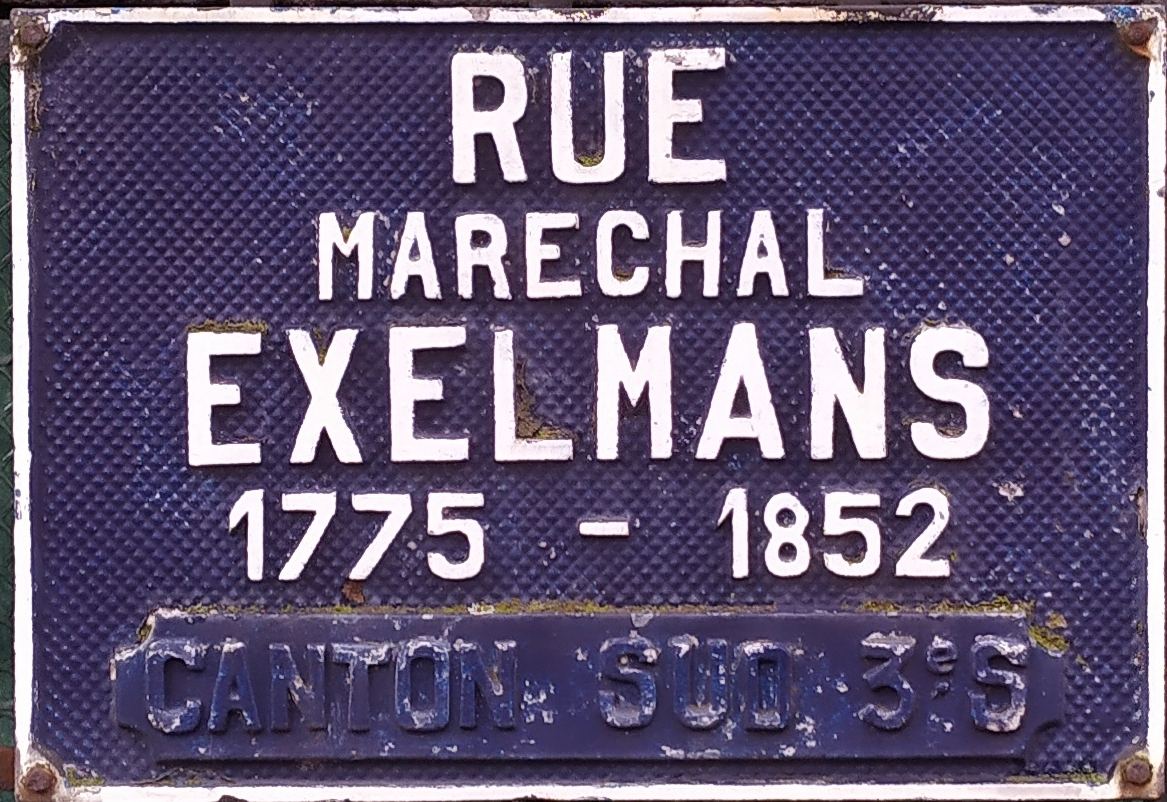
Plaque de la rue Maréchal Exelmans à Nancy.

- Grand écuyer du roi de Naples (avril 1811 - 24 décembre 1811) ;
- Le nom d'Exelmans est gravé au côté Sud (27e colonne) de l’arc de triomphe de l’Étoile, à Paris ;
- Le boulevard Exelmans (16e arrondissement de Paris) est nommé en son honneur ;
- Le nom d'Exelmans est donné à une station du métro parisien située sur la ligne 9, le long du même boulevard ;
- Le nom d'Exelmans est donné à une station du tramway de Nancy située sur l'avenue du Général-Leclerc ;
- Le Chesnay possède une rue du général Exelmans[5] ;
- de même que Vélizy ;
- Versailles a une rue Exelmans[6], ancienne rue des Glacières[7].

## Autres fonctions
- Pair de France :
  - Pair des Cent-Jours le 2 juin 1815,
  - Pair de France sous la monarchie de Juillet le 19 novembre 1831 ;
- Sénateur inamovible du 21 janvier 1852 au 22 juillet 1852.

## Armoiries
| Figure | Blasonnement |
|        | Armes de baron de l'Empire : Écartelé : au I, d'argent, au cheval effaré de sable ; au II, du quartier des Barons militaires de l'Empire ; au III, parti d'azur, à la ruche d'or et d'azur à la croix d'or (souvenir de la famille de La Croix de Ravignan, sa belle-famille) ; au IV, d'argent, à trois merlettes de sable. |
|        | Armes de comte de l'Empire : Écartelé : au I, du quartier des Comtes militaires de l'Empire ; au II, d'argent, au cheval effaré de sable ; au III, parti d'azur, à la ruche d'or et d'azur à la croix d'or (La Croix de Ravignan) ; au IV, d'argent, à trois merlettes de sable.,                                            |
|        | Armes de maréchal de France : Écartelé : au I, du quartier des Comtes militaires de l'Empire ; au II, d'argent, au cheval effaré de sable ; au III, parti d'azur, à la ruche d'or et d'azur à la croix d'or (La Croix de Ravignan) ; au IV, d'argent, à trois merlettes de sable.,                                           |